# Mahmud Karzai
Mahmood Karzai, também escrito Mahmud Karzai ou Mahmoud Karzai, é um empresário afegão, diretor executivo e Presidente do Conselho de Administração da Companhia de Investimento Afegão, que está intimamente ligado ao escândalo do Banco de Cabul e outras controvérsias.   Ele é irmão de Ahmed Wali Karzai que foi morto por seu guarda-costas no Afeganistão na sequência de várias denúncias em torno de narcotráfico, nepotismo, corrupção e brigas de família.  Também é irmão mais velho do atual presidente do Afeganistão, Hamid Karzai.
Repórteres investigativos e outras pessoas têm levantado sérias preocupações sobre as importantes relações de negócios de Mahmoud Karzai, incluindo dinheiro dos contribuintes estadunidenses no Banco de Cabul. Karzai, teve um papel fundamental no banco, e também teria pedido emprestado grandes somas de dinheiro antes de seu colapso. A corrupção no Afeganistão continua sendo um dos problemas mais graves de acordo com a Transparência Internacional e outras organizações não-governamentais que investigaram o escândalo do Banco de Cabul e outros problemas de corrupção.
The New York Times observou em um artigo de 5 de março de 2009, que "... ele tornou-se um político passivo, com críticos afirmando que sua ascensão foi injustamente facilitada". 
O National Post do Canadá, cita que auditores investigam supostos empréstimos fraudulentos no Banco de Cabul, e afirma que Mahmood Karzai saiu com milhões de dólares antes do colapso do banco.
Após notícias da suposta evasão fiscal, extorsão e sonegação de impostos, foi informado que Karzai renunciou à sua cidadania estadunidense e deixou os Estados Unidos, fazendo residência no Afeganistão e no exterior. Renunciou a cidadania em janeiro de 2013, segundo ele, a fim de supostamente prosseguir ambições políticas no Afeganistão, onde não cairia sob jurisdição da Internal Revenue Service pelos impostos devidos sobre ganhos de capital e outros lucros, das vendas de imóveis em Dubai, aparentemente ligados ao escândalo do Banco de Cabul e outros empreendimentos comerciais. Segundo uma reportagem investigativa do jornal britânico The Telegraph, Karzai teria feito mais de 500.000 (libras esterlinas) em um negócio imobiliário em Dubai ligado ao escândalo do Banco de Cabul. 